# Rogièr
Rouziers és un municipi francès situat al departament de Cantal i a la regió d'Alvèrnia-Roine-Alps. L'any 2007 tenia 129 habitants.

## Demografia

### Població
El 2007 la població de fet de Rouziers era de 129 persones. Hi havia 48 famílies de les quals 12 eren unipersonals (12 dones vivint soles i 12 dones vivint soles), 20 parelles sense fills i 16 parelles amb fills.
La població ha evolucionat segons el següent gràfic:
Habitants censats

### Habitatges
El 2007 hi havia 73 habitatges, 52 eren l'habitatge principal de la família, 14 eren segones residències i 7 estaven desocupats. 71 eren cases i 1 era un apartament. Dels 52 habitatges principals, 38 estaven ocupats pels seus propietaris, 8 estaven llogats i ocupats pels llogaters i 6 estaven cedits a títol gratuït; 2 tenien dues cambres, 10 en tenien tres, 13 en tenien quatre i 27 en tenien cinc o més. 31 habitatges disposaven pel capbaix d'una plaça de pàrquing. A 21 habitatges hi havia un automòbil i a 21 n'hi havia dos o més.

### Piràmide de població
La piràmide de població per edats i sexe el 2009 era:
| Homes | Edats   | Dones |
| ----- | ------- | ----- |
| 0     | 95 o +  | 0     |
| 0     | 90 a 94 | 0     |
| 0     | 85 a 89 | 4     |
| 0     | 80 a 84 | 0     |
| 8     | 75 a 79 | 4     |
| 8     | 70 a 74 | 4     |
| 0     | 65 a 69 | 4     |
| 4     | 60 a 64 | 4     |
| 16    | 55 a 59 | 8     |
| 4     | 50 a 54 | 4     |
| 0     | 45 a 49 | 0     |
| 0     | 40 a 44 | 0     |
| 0     | 35 a 39 | 4     |
| 0     | 30 a 34 | 8     |
| 12    | 25 a 29 | 4     |
| 4     | 20 a 24 | 0     |
| 0     | 15 a 19 | 4     |
| 0     | 10 a 14 | 4     |
| 0     | 5 a 9   | 4     |
| 0     | 0 a 4   | 8     |

## Economia

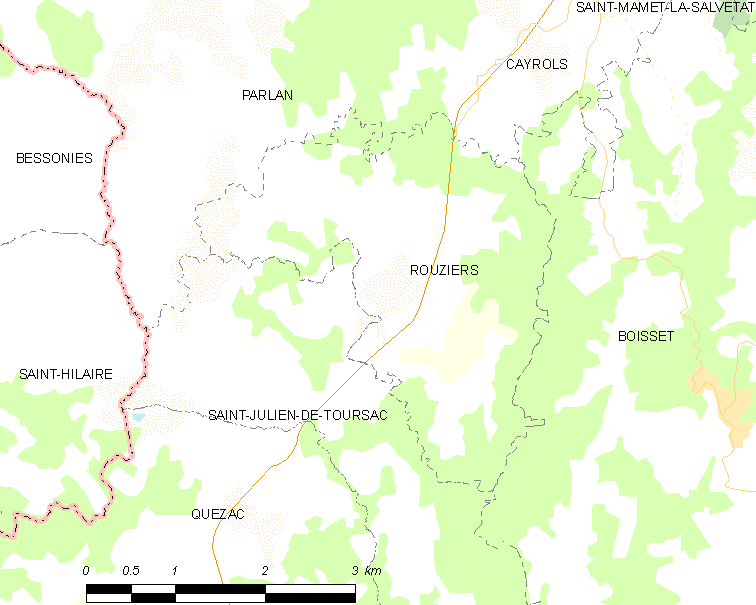
Mapa

El 2007 la població en edat de treballar era de 70 persones, 51 eren actives i 19 eren inactives. De les 51 persones actives 50 estaven ocupades (25 homes i 25 dones) i 1 aturada (1 home). De les 19 persones inactives 10 estaven jubilades, 3 estaven estudiant i 6 estaven classificades com a «altres inactius».

### Ingressos
El 2009 a Rouziers hi havia 48 unitats fiscals que integraven 118 persones, la mediana anual d'ingressos fiscals per persona era de 14.131 €.

### Activitats econòmiques
Dels 3 establiments que hi havia el 2007, 1 era d'una empresa de construcció, 1 d'una empresa de comerç i reparació d'automòbils i 1 d'una empresa d'hostatgeria i restauració.
L'únic servei als particulars que hi havia el 2009 era un guixaire pintor.
L'any 2000 a Rouziers hi havia 14 explotacions agrícoles que ocupaven un total de 522 hectàrees.

## Poblacions més properes
El següent diagrama mostra les poblacions més properes.